# ريكاردو بيرميغو
ريكاردو بيرميغو (بالإسبانية: Ricardo Bermejo)‏ هو دراج تشيلي، (و. 1900 – 1957 م).

## وصلات خارجية
- ريكاردو بيرميغو على موقع أوليمبيديا (الإنجليزية)